# Brent Knoll
Brent Knoll ist ein Dorf in der englischen Grafschaft Somerset mit ca. 1250 Einwohnern. Es liegt am Fuß eines gleichnamigen Hügels, der mit 137 m die gesamte Umgebung überragt.
Der Ort hieß bis mindestens 1875 noch South Brent wurde aber bedingt durch den Bau der Bristol and Exeter Railway und der dadurch entstandenen Bahnstation zur Vermeidung von Verwechselungen umbenannt. Der Betrieb der Eisenbahn wurde 1971 eingestellt.
Aufgrund der Vorkommen von Ton und Kalkstein fanden in der Bronzezeit erste Besiedlungen im Gebiet um den Hügel statt. In der Eisenzeit entstand ein Hügelfort. Später war die Gegend von Römern besiedelt, die dort einen Tempel und Wehranlagen errichteten. Sie gaben dem Hügel auch den Namen „Berg der Frösche“. 875 waren die östlichen Hänge des Hügels Schauplatz eines Kampfes zwischen Angelsachsen und Vikingern, der siegreich für die Einheimischen ausging. Im Domesday Book von 1086 wurde eine Einwohnerzahl von etwa 250 angegeben. Als nächste aufgezeichnete Zählung werden für 1327 im Rahmen der Subsidy Rolls etwa 180 Einwohner genannt, wobei die damalige Zählung zur Steuererhebung hauptsächlich wohlhabendere Haushalte erfasste. 
Trotz zwei großer Überflutungen in den Jahren 1607 und 1703 konnten die Siedlungsbedingungen kontinuierlich verbessert werden. Insbesondere bessere Drainage-Techniken trugen hierzu bei. Mitte des 19. Jahrhunderts lebten so etwa 1000 Personen in Brent Knoll, was auch eng mit dem Bau der Eisenbahnstrecke zusammenhing. Um die Jahrhundertwende erreichte die Einwohnerzahl dann einen erneuten Tiefpunkt mit 688 Menschen im Jahr 1901. Nach nur geringem Zuzug bis in die zweite Hälfte des 20. Jahrhunderts war mit der Fertigstellung der Autobahn M5 1974 wieder ein Bevölkerungszuwachs zu verzeichnen, sodass Anfang der 1980er Jahre wieder über 1000 Menschen im Dorf lebten.
In der örtlichen Kirche St. Michael befindet sich eine Glocke von 1777 aus der Werkstatt der Bilbie Familie. Das Kirchenschiff wurde 1290 gebaut, die Kanzel stammt aus dem 17. Jahrhundert.